# دمیترو ماخنیف
دمیترو ماخنیف (اوکراینی: Дмитро Віталійович Махнєв؛ زادهٔ ۲ مارس ۱۹۹۶) بازیکن فوتبال اهل اوکراین است.